# 丹珠昂奔
丹珠昂奔（藏語：དོན་སྒྲུབ་ཝང་བེན，威利转写：don sgrub wang ben，THL：Tondrub Wangben，1955年7月—），男，藏族，青海人，中华人民共和国藏学家。

## 生平
1982年，毕业于中央民族学院汉语言文学系。
1990年至1995年，先后任中央民族大学藏学所副所长、藏学系主任兼藏学研究所所长、民族学研究院副院长兼藏学系主任。2006年3月，任国家民委副主任、第十八届中央纪律检查委员会委员。
2016年4月，卸任国家民族事务委员会副主任职务。2018年2月24日，当选为第十三届全国人大代表。